# Juan Francisco Pestaña Chamucero
Juan Francisco Pestaña Chamucero  (Redondela, 1710-Santa Cruz de la Sierra, 1766) fue un militar y noble español, señor de la villa de Cedeira.
Fue hijo de Blas Pestaña y de Llamas y Juana Chamucero de León. Comenzó su carrera militar como marino pero luego se incorporó al ejército, donde alcanzó el grado de coronel de infantería.
El 2 de mayo de 1752 fue nombrado gobernador del Tucumán con el grado de brigadier. Asumió el cargo en San Salvador de Jujuy el 16 de noviembre de 1754 y se dedicó a solucionar los conflictos en su jurisdicción.
Como primera medida, restableció el orden y la paz en la gobernación, poniendo énfasis en Catamarca. Decidió que los vecinos de dicha ciudad no combatieran fuera de su provincia, debido al levantamiento producido contra el gobernador anterior. Su principal objetivo fue pacificar Catamarca que se había revelado contra la corona.
Se caracterizó por actuar de manera pacífica y comprensiva con los catamarqueños para llevar a cabo con éxito dicha misión. 
En 1755 entró en la ciudad, no en carácter de invasor sino como magistrado para mediar en el conflicto. Los lugareños al ver tan noble comportamiento, acataron pacíficamente sus órdenes y dejaron de lado las actitudes rebeldes. Convocó a un cabildo abierto para interiorizarse sobre los motivos de la rebeldía, constatando que las causas tenían fundamento por lo que se dictó un perdón para toda la población. Una vez cumplida y asegurada dicha misión, Pestaña se trasladó a San Miguel de Tucumán.
Posteriormente continuó con la pacificación de La Rioja y Córdoba, ciudades hostigadas por muchos años de batallas contra los indígenas. El gobernador se ganó el respeto de sus ciudadanos al tomar varias medidas populares, entre ellas la creación del cargo de alcaldes electivos. Estos  tomarían el rol de jueces en primera instancia en juicios ordinarios, asegurando una mejor aplicación de la justicia.
También combatió el juego adoptando medidas contra este. Organizó la justicia, protegió el bien público y fundó en las inmediaciones del fuerte Ledesma una reducción para los tobas.
En 1757, como consecuencia de su buena gestión como gobernador, fue nombrado presidente de la Real Audiencia de Charcas. Además fue autorizado por el virrey José Antonio Manso de Velasco, conde de Superunda, para escoger a su sucesor interino en el Tucumán. En agosto de ese año Pestaña Chumacero nombró a José de Cabrera.
Pestaña Chumacero falleció en 1766 en la ciudad de Santa Cruz de la Sierra.